# 埃比
埃比（英語：Eby）是美國印第安納州沃里克縣哈爾特（Hart）鎮區一個非建制地區，海拔約為149米（489英尺）。當地曾經於1870年開設了一所郵政局，不過此局後來已在1903年停止服務。另外根據美國民俗學者、作者和歷史學者羅納德·L·貝克（Ronald L. Baker）研究發現，埃比可能得名於一位本地居民暨沃里克縣士兵亞伯拉罕·埃比（Abraham Eby），而此人後來則在南北戰爭期間被殺。